# Minneapolis Lakers 1953-1954
La stagione 1953-54 dei Minneapolis Lakers fu la 6ª nella NBA per la franchigia.
I Minneapolis Lakers vinsero la Western Division con un record di 46-26. Nei play-off, dopo aver vinto le tre partite del primo turno, disputate con Rochester Royals e Fort Wayne Pistons in un girone all'italiana, vinsero la finale di division con i Rochester Royals (2-1), vincendo poi il titolo battendo nella finale NBA i Syracuse Nationals (4-3).

## Classifica
| Squadra              | V  | P  | %    | GB |
| -------------------- | -- | -- | ---- | -- |
| Minneapolis Lakers C | 46 | 26 | 63,9 | -  |
| Rochester Royals     | 44 | 28 | 61,1 | 2  |
| Ft. Wayne Pistons    | 40 | 32 | 55,6 | 6  |
| Milwaukee Hawks      | 21 | 51 | 29,2 | 25 |

## Roster
| \| Pos. \| Num. \| Naz. \| Nome \| Altezza \| Peso \| Data nascita \| Provenienza \| \| ---- \| ---- \| ---- \| ----------------- \| ------- \| ------ \| ------------ \| --------------- \| \| AP \| 12 \| \| Holstein, Jim \| 191 cm \| 82 kg \| 24-09-1930 \| Cincinnati \| \| C \| 34 \| \| Lovellette, Clyde \| 206 cm \| 106 kg \| 07-09-1929 \| Kansas \| \| P \| 22 \| \| Martin, Slater \| 178 cm \| 77 kg \| 22-10-1925 \| Texas Longhorns \| \| C \| 99 \| \| Mikan, George \| 208 cm \| 111 kg \| 18-06-1924 \| DePaul \| \| C \| 19 \| \| Mikkelsen, Vern \| 201 cm \| 104 kg \| 21-10-1928 \| Hamline \| \| AG \| 17 \| \| Pollard, Jim \| 193 cm \| 84 kg \| 09-07-1922 \| Stanford \| \| G \| 18 \| \| Saul, Frank \| 188 cm \| 84 kg \| 16-02-1924 \| Seton Hall \| \| AG \| 15 \| \| Schnittker, Dick \| 196 cm \| 91 kg \| 27-05-1928 \| Ohio State \| \| P \| 20 \| \| Skoog, Whitey \| 180 cm \| 82 kg \| 02-11-1926 \| Minnesota \| | Allenatore - John Kundla Legenda - (C) Capitano - (FA) Free agent - (S) Sospeso - (TW) Contratto Two-way - (GL) Assegnato a squadra G League affiliata - Infortunato Roster • Transazioni · Ultima transazione: 24 aprile 1954 |                        |                   |         |        |              |                 |
| Pos. | Num. | Naz.                   | Nome              | Altezza | Peso   | Data nascita | Provenienza     |
| AP | 12 | Stati Uniti (bandiera) | Holstein, Jim     | 191 cm  | 82 kg  | 24-09-1930   | Cincinnati      |
| C | 34 | Stati Uniti (bandiera) | Lovellette, Clyde | 206 cm  | 106 kg | 07-09-1929   | Kansas          |
| P | 22 | Stati Uniti (bandiera) | Martin, Slater    | 178 cm  | 77 kg  | 22-10-1925   | Texas Longhorns |
| C | 99 | Stati Uniti (bandiera) | Mikan, George     | 208 cm  | 111 kg | 18-06-1924   | DePaul          |
| C | 19 | Stati Uniti (bandiera) | Mikkelsen, Vern   | 201 cm  | 104 kg | 21-10-1928   | Hamline         |
| AG | 17 | Stati Uniti (bandiera) | Pollard, Jim      | 193 cm  | 84 kg  | 09-07-1922   | Stanford        |
| G | 18 | Stati Uniti (bandiera) | Saul, Frank       | 188 cm  | 84 kg  | 16-02-1924   | Seton Hall      |
| AG | 15 | Stati Uniti (bandiera) | Schnittker, Dick  | 196 cm  | 91 kg  | 27-05-1928   | Ohio State      |
| P | 20 | Stati Uniti (bandiera) | Skoog, Whitey     | 180 cm  | 82 kg  | 02-11-1926   | Minnesota       |